# Spaßguerilla

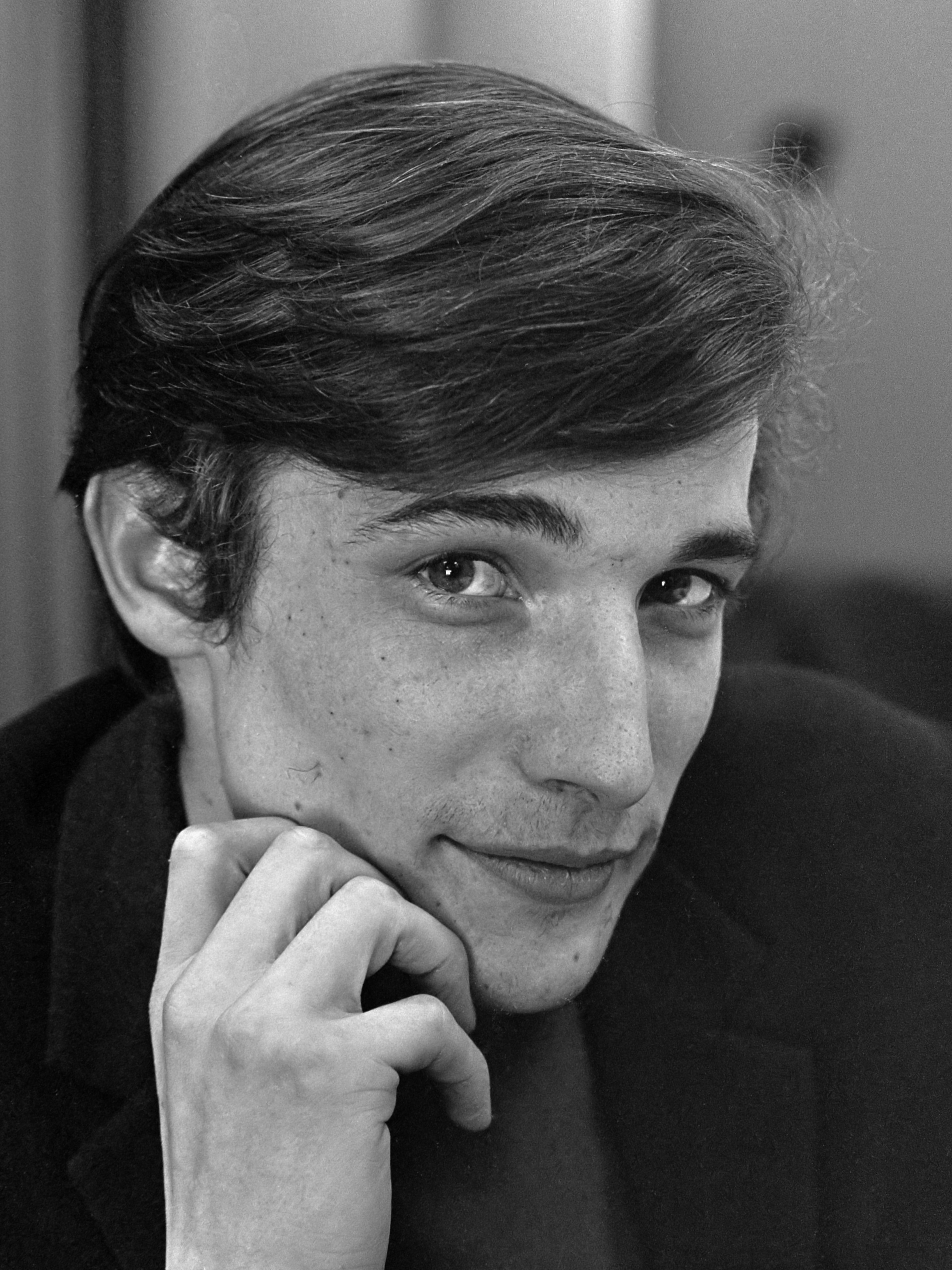
Wolfgang Lefèvre.

La Spaßguerilla o Spassguerilla (de l'alemany, «guerrilla de la diversió») va ser un grup i una pràctica dins del moviment de protesta estudiantil dels anys 1960 a l'Alemanya Occidental que agitava pel canvi social, en particular per una societat més llibertària, menys autoritària i menys materialista, mitjançant tàctiques caracteritzades per un humor irrespectuós i accions provocadores i disruptives de naturalesa mínimament violenta.

## Etimologia[calcitació]
Fritz Teufel va utilitzar la paraula «Spaßgerilja», tot i que segons l'ortografia normativa alemanya és «Spaßguerilla». L'ortografia de Teufel es va conèixer amb el nom de teuflische Schreibweise (un joc de paraules que significa «ortografia teufeliana» o «ortografia diabòlica»; en alemany, Teufel significa diable). Algunes fonts conserven aquesta ortografia, incloses les acadèmiques.

## Naturalesa
Aquesta tàctica es va caracteritzar per una tendència a la desobediència civil, la violència simbòlica (més que real), la provocació a l'autoritat i l'ús d'espais propis de l'estat «autoritari», per exemple els judicis, com a oportunitats per a desemmascarar tradicions obsoletes. Va ser l'activista estudiantil alemany Wolfgang Lefèvre qui va dir que cada esdeveniment o manifestació havia de ser planificat per tal de ser divertit per als participants. Alguns dels esdeveniments organitzats per aquests grups van incloure accions d'empastissada a polítics i policies amb pastissos de crema. Un dels seus principals defensors va ser Fritz Teufel, de vegades referit com el pallasso polític de l'Oposició Extraparlamentària. La manca de respecte per les formes d'autoritat tradicionals, «burgeses» i «repressives», contrarestades per la ironia i l'humor, es va caracteritzar per la resposta de Teufel quan se li va dir que es presentés al jutge en un judici: «si ajuda a la recerca de la veritat» "(Wenn's der Wahrheitsfindung dient).
Les tàctiques i actituds d'aquest grup contrastaven amb la retòrica i les accions més serioses i revolucionàries d'altres grups com la Federació Socialista Alemanya d'Estudiants (SDS) i personalitats com Rudi Dutschke. Mentre Rudi Dutschke parlava d'una Stadtguerilla (guerrilla urbana), Fritz Teufel parlava d'una Spassguerilla (guerrilla de la diversió). Posteriorment, aquestes formes de protesta provocativa i disruptiva van ser adoptades pel moviment per la pau dels anys 1980 i més tard pels moviments de protesta juvenil de l'Alemanya reunificada. Els activistes del ciberespai (hacktivistes) també han adoptat formes similars de disrupció.